# Holy Matrimony
Holy Matrimony (bra: Na Palheta da Vida) é um filme norte-americano de 1943, do gênero comédia dramática, dirigido por John M. Stahl e estrelado por Monty Woolley e Gracie Fields.

## Sinopse

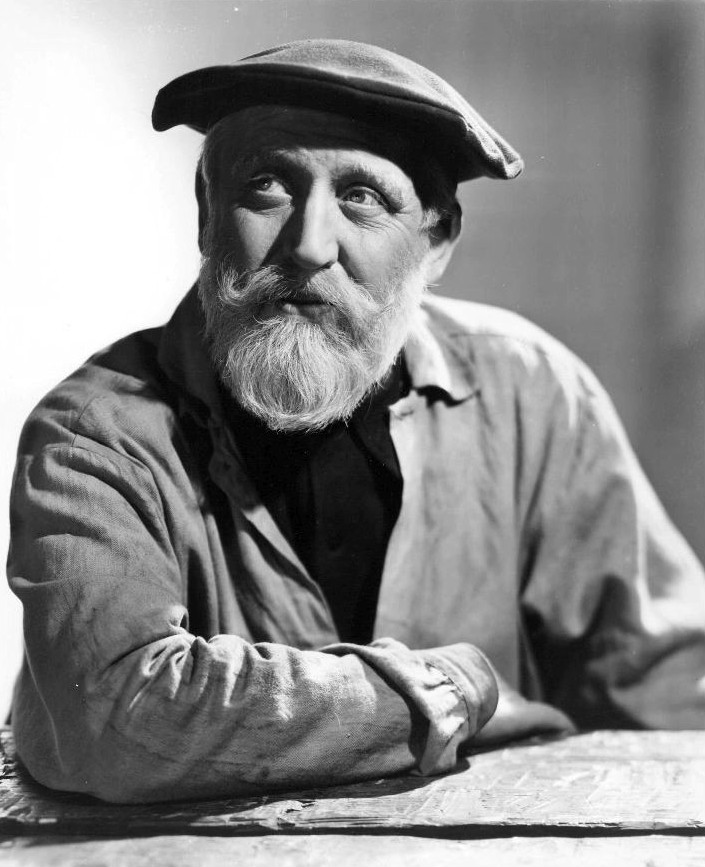
Professor na Universidade Yale, Monty Woolley (1888-1963) trocou a vida acadêmica pela Broadway em 1936. Estreou no cinema em 1937, já aos 49 anos de idade. Foi indicado ao Oscar duas vezes. Por sua barba característica, recebeu do amigo Cole Porter o apelido de The Beard. Sua atuação mais lembrada é a do papel título de The Man Who Came to Dinner (1942).

Priam Farll, pintor famoso, depois de mais de vinte anos vivendo no interior, é chamado a Londres para receber o título de Cavaleiro do Império. Mas ele não tem nenhum interesse na distinção e continua com sua vida sossegada. Para se livrar de vez de qualquer amolação, Priam assume a identidade de seu criado, quando este morre. A partir daí, surge uma enxurrada de inimagináveis problemas, como o casamento com uma certa Alice Chalice, missivista correspondente do criado, e um caso de bigamia, quando a verdadeira família do criado resolve dar a cara.

## Premiações
| Patrocinador                                  | Prêmio | Categoria                                                             | Situação                                                                                             |
| --------------------------------------------- | ------ | --------------------------------------------------------------------- | --- |
| Academia de Artes e Ciências Cinematográficas | Oscar  | Melhor Roteiro Adaptado                                               | Indicado[carece de fontes?]                                                                          |
| National Board of Review                      | NBR    | Dez Melhores Filmes de 1943                                           | Escolhido[carece de fontes?]                                                                         |
| New York Film Critics Circle Awards           | NYFCC  | Melhor Filme Melhor Ator (Monty Woolley) Melhor Atriz (Gracie Fields) | Terceiro Lugar[carece de fontes?] Segundo lugar[carece de fontes?] Terceiro Lugar[carece de fontes?] |

## Elenco
| Ator/Atriz        | Personagem       |
| ----------------- | ---------------- |
| Monty Woolley     | Priam Farll      |
| Gracie Fields     | Alice Chalice    |
| Laird Cregar      | Clive Oxford     |
| Una O'Connor      | Sarah Leek       |
| Alan Mowbray      | Pennington       |
| Melville Cooper   | Doutor Caswell   |
| Franklin Pangborn | Duncan Farll     |
| Ethel Griffies    | Lady Vale        |
| Eric Blore        | Henry Leek       |
| George Zucco      | Senhor Crepitude |
| Fritz Feld        | Crítico          |